# المختصر في أصول الفقه (كتاب)
المختصر في أصول الفقه هو كتاب مختصر في أصول فقه الإمام أحمد بن حنبل، ألفه الحافظ ابن اللحام (752-803)،  ألفه موضحا رموزه وغوامضه، ولكن دون أن يخوض في التعليل والدلائل، مع الإشارة إلى ما جرى فيه من اختلاف أو إجماع على بعض المسائل، مرتبا الكتاب ترتيب كتب علم الأصول، ومجيبا على بعض الأسئلة التي وردت إليه حول هذا العلم،.
قال الحافظ ابن اللحام في مقدمة الكتاب:
| المختصر في أصول الفقه (كتاب) | أما بعد فهذا مختصر في أصول الفقه على مذهب الإمام الربانى أبى عبد الله أحمد بن محمد بن حنبل الشيبانى رضى الله عنه أجتهدت في اختصاره وتحريره وتبيين رموزه وتحبيره محذوف التعليل والدلائل مشيرا إلى الخلاف والوفاق في غالب المسائل مرتبا ترتيب أبناء زماننا مجيبا سؤال من تكرر سؤاله من إخواننا والله سبحانه المسؤول أن يجعله خالصا لوجهه الكريم نافعا صوابا وأن يثبت أمورنا ويجعل التقوى شعارا لنا وجلبابا بمنه وكرمه فنقول وبالله التوفيق... | المختصر في أصول الفقه (كتاب) |